# LGBT práva v Ghaně

Duhová mapa Ghany

Lesby, gayové, bisexuálové a translidé (LGBT) se v Ghaně setkávají s právními komplikacemi neznámými pro většinové obyvatelstvo. Mužská stejnopohlavní sexuální aktivita je v Ghaně nelegální. Právní status pohlavního styku mezi ženami je nejasný.

## Historie
Existují zachovalé záznamy o existenci homosexuality v Ghaně. V 18. a 19. století byli mužští otroci v Ašantské říši (dnešní Ghana) často nuceni sloužit jako konkubíny. Oblékali se jako ženy a po smrti svého pána byli usmrcováni. V království Dahomey měli eunuchové coby královské "ženy" taktéž významnou roli.
Homosexualita se v Ghaně začala oficiálně trestat od 60. let 19. století.

## Specifika lesbismu
Věhlasný právník John Ndebugri se jednou pokusil právní cestou zjistit, zda je podle ghanských zákonů trestný i lesbismus. Podle jeho názoru totiž stejnopohlavní sexuální aktivita mezi ženami nezahrnuje penetraci penisem, a tudíž ji nelze považovat za pohlavní styk odporující přírodním zákonům, jak praví sekce 104 trestního zákona. He added, “females don’t have penis. They cannot penetrate,” in a story captured by MyJoyOnline.

## Adopce dětí
Svobodní jednotlivci smějí v Ghaně osvojit dítě, pokud jsou jejími státními příslušníky, vyjma osob mužského pohlaví, kterým je toto umožněno pouze, pokud je osvojenec jejich biologickým dítětem. Párům stejného pohlaví není umožněná adopce dětí.

## Vyjádření zvolených politiků
Předchozí prezident Ghany John Atta Mills v r. 2011 řekl, že se nezasadí o dekriminalizaci homosexuality i navzdory tlaku britského premiéra Davida Camerona, který hrozil, že Ghaně odepře veškerou humanitární pomoc kvůli porušování lidských práv sexuálních menšin. V únoru 2017 řekl mluvčí ghanského parlamentu Aaron Mike Oquaye, že se budou zákony proti homosexualitě zpřísňovat.

## Souhrnný přehled
| Legální stejnopohlavní styk                                                             | Mužský ilegální (Trest: Až 3 roky vězení) / Ženský nejasný |
| Stejný věk legální způsobilosti k pohlavnímu styku pro obě orientace                    | Mužský ilegální / U žen zřejmě sjednocený                  |
| Anti-diskriminační zákony v zaměstnání                                                  | No                                                         |
| Anti-diskriminační zákony v přístupu ke zboží a službám                                 | No                                                         |
| Anti-diskriminační zákony v ostatních oblastech (homofobní urážky, zločiny z nenávisti) | No                                                         |
| Stejnopohlavní manželství                                                               | No                                                         |
| Jiná forma stejnopohlavního soužití                                                     | No                                                         |
| Adopce dítěte partnera                                                                  | No                                                         |
| Společná adopce dětí stejnopohlavními páry                                              | No                                                         |
| LGBT lidé smějí otevřeně sloužit v armádě                                               |                                                            |
| Možnost změny pohlaví                                                                   | No                                                         |
| Přístup k umělému oplodnění pro lesbické ženy                                           | No                                                         |
| Náhradní mateřství pro gay páry                                                         | No                                                         |
| MSM smějí darovat krev                                                                  | No                                                         |